# Bourrelier
Le bourrelier travaille la bourre et le cuir afin de réaliser des pièces d'attelage pour le travail des chevaux.
Ce terme maintenant peu utilisé différenciait le bourrelier, travaillant à la campagne (attelage de travail, bât) du sellier, travaillant à la ville (voitures hippomobiles, selles, etc.).

## Description

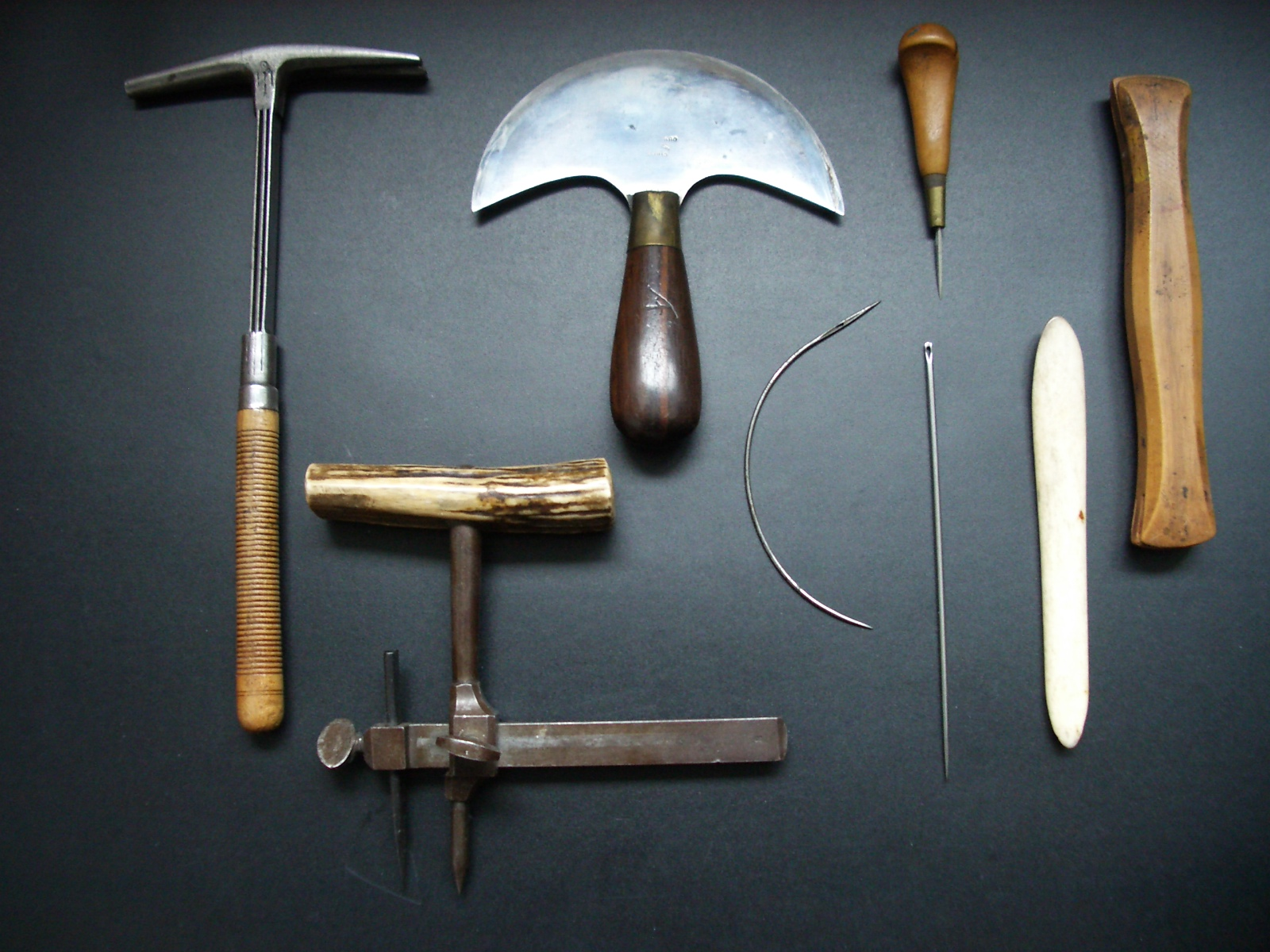
Nécessaire de bourrellerie ; on reconnaît, au centre en haut, le couteau demi lune (aussi appelé couteau à pied ou couteau demi-lune.)

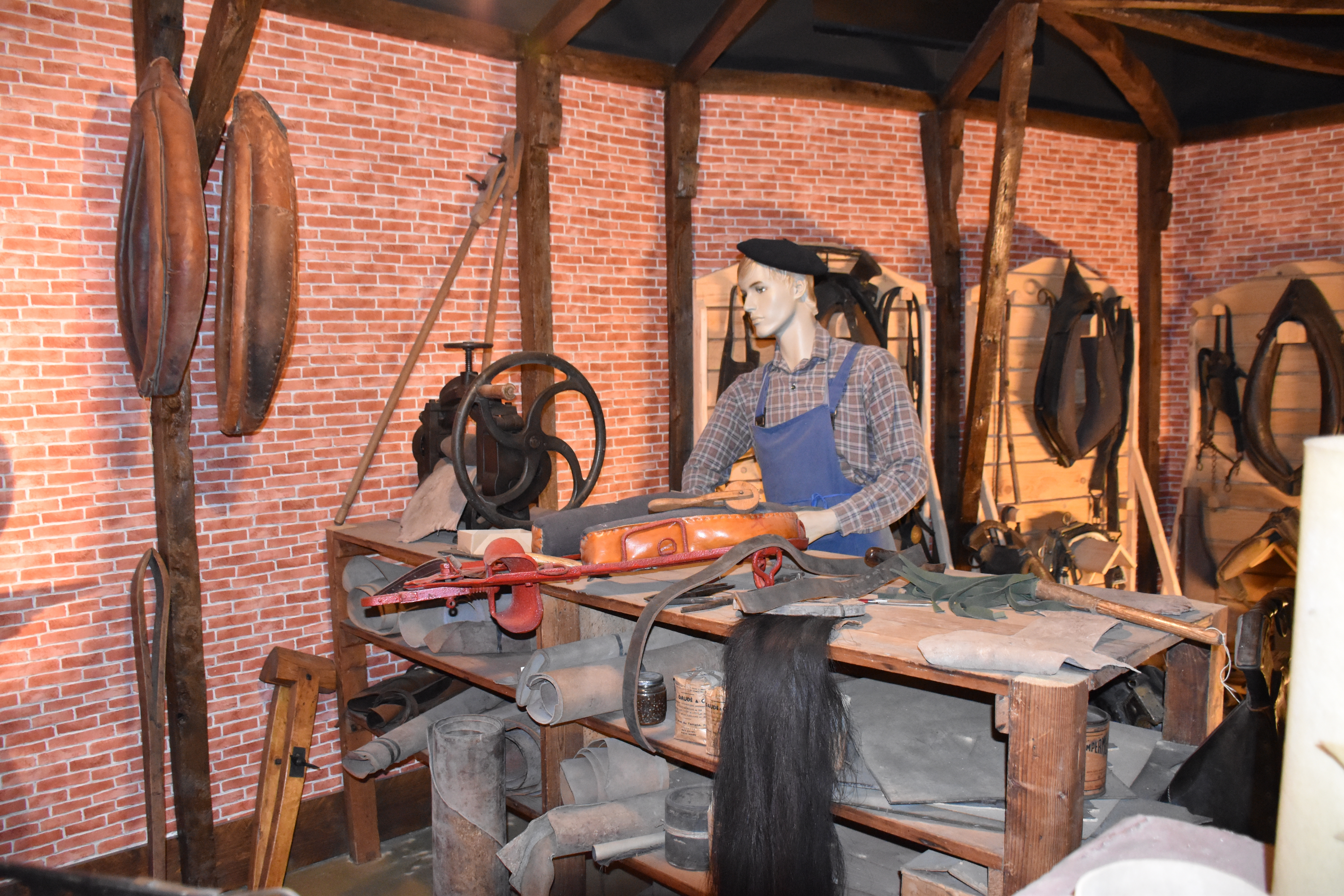
Reconstitution d'un atelier de bourrelier - Village des métiers d'antan de Saint-Quentin.

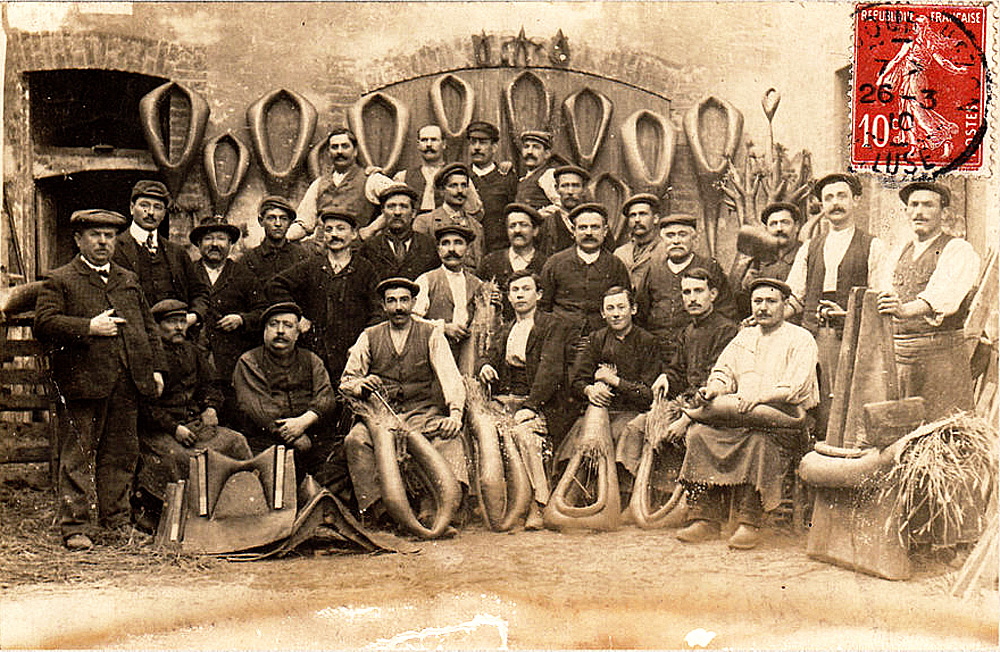
Bourreliers à Courthézon au début du XXe siècle.

Le bourrelier était présent dans tous les villages et travaillait aussi bien le cuir que la laine et les grosses toiles. Il fabriquait et réparait tout le matériel comme les licols, les harnais, les capotes, les bâches, les tabliers et les besaces des éleveurs et utilisateurs de bovins et d'équidés qui étaient les moyens de locomotion et de travail de la terre. Il pouvait aussi fabriquer des matelas et autres accessoires. 
Dans certaines régions, notamment quand il travaillait en ville, le bourrelier était aussi appelé harnacheur.
On trouve également les dénominations de bourlier, gourlier, gouyer ou gourilier.
Une appellation amicale du bourrelier est « le marquis de la croupière ».
Son saint patron est Saint Éloi.

## Bourreliers célèbres
- Louis Hillairaud